# Nya Åland

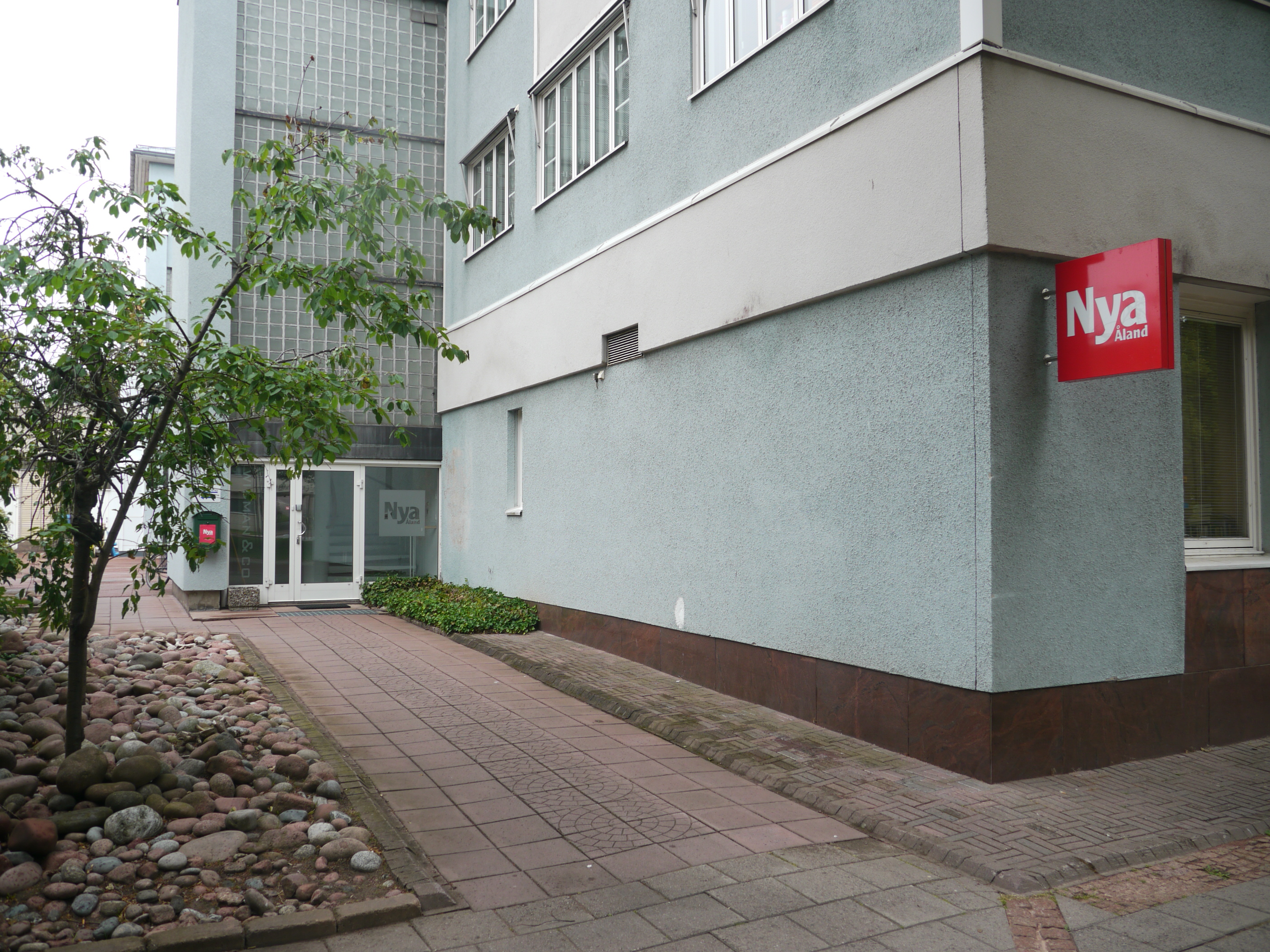
Het kantoor van Nya Åland in Mariehamn.

Nya Åland (Zweeds voor: 'het nieuwe Åland') is het kleinste en jongste van de twee dagbladen van Åland. Deze onafhankelijke Zweedstalige krant werd in 1981 opgericht als een coöperatie, maar is in 2001 in handen gekomen van aandeelhouders. De krant is gevestigd in de hoofdstad Mariehamn en is eigendom van New Ålands Tidningsaktiebolag, die ook eigenaar is van de lokale tv-omroep Åland24.
De krant verscheen oorspronkelijk tweemaal per week maar tegenwoordig vijf dagen per week (maandag t/m vrijdag) in een oplage 6.683 exemplaren (2011). De krant heeft ook een online editie.